# La luz que no puedes ver (serie de televisión)
La luz que no puedes ver (en idioma original, All the Light We Cannot See) es una  miniserie dramática dirigida por Shawn Levy para Netflix. Basada en la novela homónima ganadora del Premio Pulitzer de Anthony Doerr, está protagonizada por Aria Mia Loberti, Louis Hoffman, Mark Ruffalo y Hugh Laurie. La serie de cuatro partes sigue las historias de una adolescente francesa ciega llamada Marie-Laure y un soldado alemán llamado Werner, cuyos caminos se cruzan en la Francia ocupada durante la Segunda Guerra Mundial.

## Premisa
La luz que no puedes ver sigue la vida de dos adolescentes durante el apogeo de la Segunda Guerra Mundial: Marie-Laure, una niña francesa ciega y Werner Pfennig, un niño alemán obligado a unirse y luchar por el régimen nazi.

## Reparto y personajes

### Principal
- Aria Mia Loberti como Marie-Laure LeBlanc, una adolescente francesa ciega e hija de Daniel LeBlanc.
  - Nell Sutton como la joven Marie-Laure LeBlanc
- Mark Ruffalo como Daniel LeBlanc, padre de Marie-Laure y cerrajero del Museo de Historia Natural de París.
- Hugh Laurie como Etienne LeBlanc, un solitario veterano de la Primera Guerra Mundial que sufre de TEPT y tío abuelo de Marie-Laure.
- Louis Hofmann como Werner Pfennig, un joven recluta nazi especializado en tecnología.
- Lars Eidinger como el sargento mayor Reinhold von Rumpel.
- Andrea Deck como Sandrina.

## Producción
En marzo de 2019, Netflix y 21 Laps Entertainment adquirieron los derechos para desarrollar una adaptación televisiva limitada de la novela con Shawn Levy, Dan Levine y Josh Barry como productores ejecutivos. En septiembre de 2021, se anunció que Netflix le había dado a la producción un pedido de serie que constaba de cuatro episodios, con Steven Knight escribiendo la serie y Levy dirigiendo todos los episodios. En diciembre de 2021, se anunció que Aria Mia Loberti interpretaría a Marie-Laure.
En enero de 2022, se anunció que tanto Mark Ruffalo como Hugh Laurie se unieron al elenco, establecidos como protagonistas opuestos a Loberti. Ruffalo interpretará a Daniel LeBlanc, mientras que Laurie interpretará a Etienne LeBlanc.
En febrero de 2022, se anunció que Louis Hofmann, Lars Eidinger y Nell Sutton se unieron al elenco.
El compositor James Newton Howard escribirá la partitura musical de la serie.